# 極粹會
極粋會（きょくすいかい）位於大阪府東大阪市渋川町2-1-35 本部事務所的設置，日本的指定暴力團・六代目山口組的2次團體。

## 簡介
2013年11月，六代目山口組極心連合會副會長・山下昇（極粋會會長）昇格為六代目山口組直參的人事決定。
會長・山下昇，本名：森尾昇。為日本大阪建設會社「友商」代表人。
2024年2月21日 會長・山下昇由幹部升格若頭輔佐，進入執行部(內閣)任職。

## 最高幹部
- 會長・山下昇（本名：森尾 昇；六代目山口組若中，極心連合會若頭、後就任副會長）
- 若頭・中畑諭信（一粋會會長）

## 資料來源
1. ↑  山口組11月度「定例会」發表年内“最終人事”決定新直参４人昇格！ 週刊実話2013年 NO.43 的存檔，存档日期2013-11-02.
2. ↑  .   [2013-10-30]. （原始内容存档于2013-11-01）.